# Osmo P. Karttunen
Osmo Pekka Karttunen, född 8 november 1922 i Helsingfors, död 29 juni 1985, var en finländsk jurist, företagsledare och politiker (Samlingspartiet).
Karttunen, som var son till kommerserådet Pekka Karttunen och Katri Maria (Maikki) Pehkonen, blev student 1941, avlade högre rättsexamen 1946 samt blev vicehäradshövding 1949 och juris licentiat 1958. Han var jurist vid H. Saastamoinen & Pojat Oy 1946, biträdande direktör 1946–1948, viceverkställande direktör 1948–1952, verkställande direktör från 1952, styrelsemedlem i H. Saastamoinen Oy från 1952, verkställande direktör från 1961. Han var finansminister i Ahti Karjalainens regering 1962–1963. Han var ordförande i Finlands Bollförbund 1963–1974. Han skrev artiklar om statsekonomi, handel, träfanerindustri, företagsledning och bolagsstiftning.